# Autopista de peaje

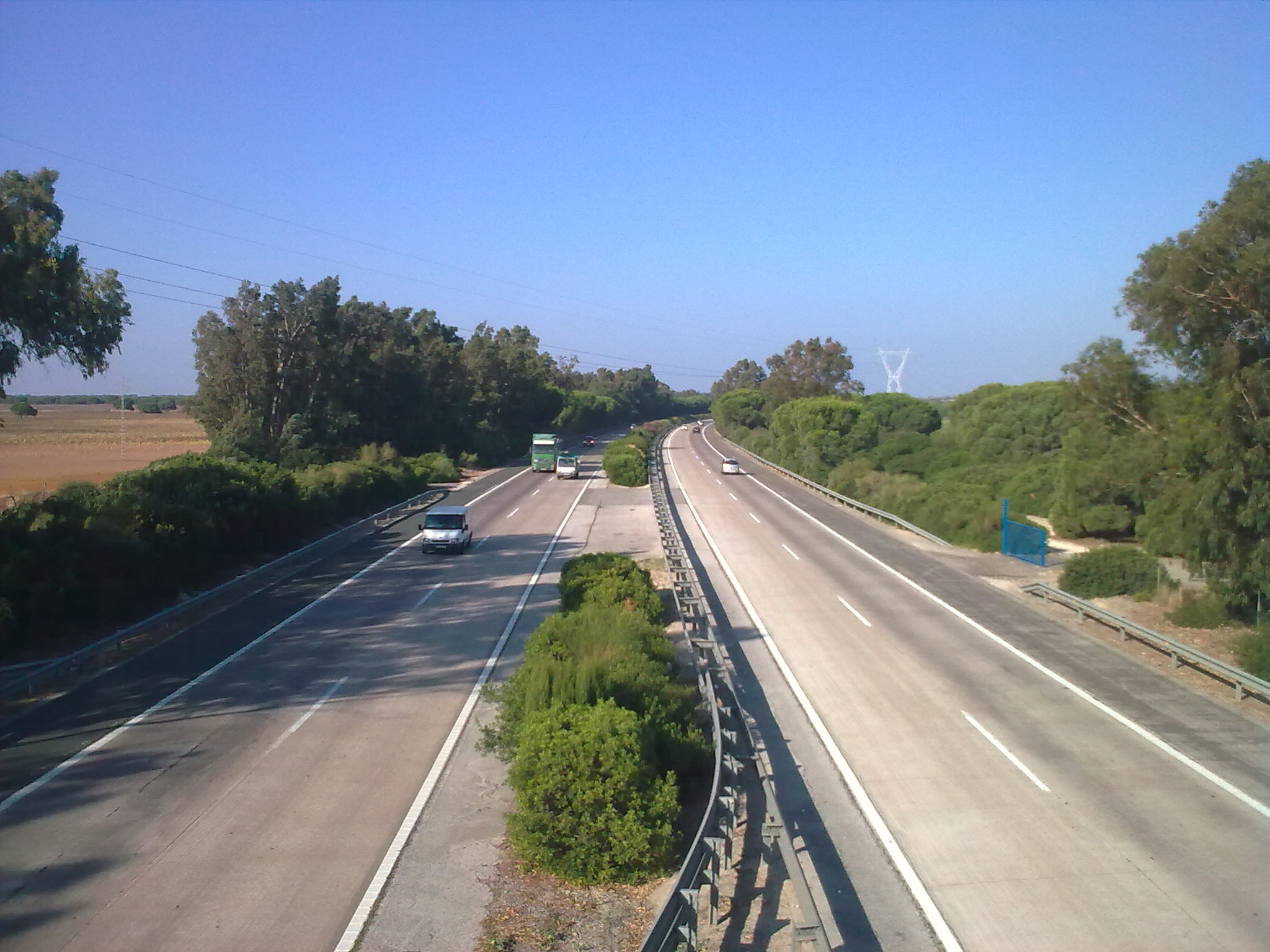
Autopista (antiguamente de peaje) AP-4 entre Sevilla y Cádiz.

Una autopista de peaje es aquella en la que es necesario realizar el pago de una tarifa de peaje a su concesionaria para poder utilizarlas, ya que estos se encargan de su mantenimiento y en muchos casos la construyeron. El pago se efectúa en los controles de peaje dispuestos en los ramales de conexión con otras carreteras o en el mismo tronco de la autopista (peajes de cabecera). A las explanadas de peaje se las denomina comúnmente «playas de peaje» por comparación física en alusión a extensión. Recientemente ha ido apareciendo un sistema de peaje electrónico denominado telepeaje (en inglés free flow), que permite hacer el pago sin detenerse, aunque no sin una reducción considerable de velocidad, ya que los dispositivos de lectura, suelen encontrarse en los controles de peaje. En algunos países (Suiza, por ejemplo) el peaje se paga una vez al año; en otros, solamente pagan peaje los vehículos pesados.
En España se identifican por la nomenclatura AP-XX, donde la "P" hace alusión a peaje, a no ser que coincidan con una nomenclatura propia de Comunidad Autónoma, lo que conlleva que no todas las autopistas de peaje lleven dicha "P" en su nombre (ni por tanto en los hitos miriamétricos que en ella se encuentran) haciendo imposible deducir cuáles disponen peajes en su ruta y cuales no, al menos por su nomenclatura (claro ejemplo: C-16, Eje del Llobregat en Cataluña; R-2 en Madrid; etc.). El resto de las autopistas españolas que fueron (en algún caso) las primeras en portar el identificador A-XX, lo comparten con las autovías desde 2003.

## Peaje en la sombra
Recientemente, muchas vías se encuentran bajo el sistema de peaje en la sombra, sin ser necesariamente autopistas y siendo más común en las autovías. No requieren de controles de peaje físicos in situ ni conexiones (enlaces) adaptadas al efecto, y el pago del peaje se realiza generalmente mediante un único pago anual (o  fraccionado) a nivel estatal desde erario público, tras un cálculo previo de la intensidad media diaria de tráfico (IMD), directamente a concesionaria. Por ejemplo la autopista M-50 de la concesionaria Accesos a Madrid o la concesión temporal que se está ejecutando por tramos en la autovía de Aragón E-90/A-2 en la carretera N-II entre Madrid y Zaragoza, fragmentada en: Madrid-Guadalajara (Autovía de Aragón Tramo I, S. A.), Guadalajara-Límite autonómico Castilla-La Mancha-Castilla y León (A2 Tramo 2, S.A.), Límite autonómico Castilla-La Mancha-Castilla y León-Calatayud (Autovía Medinaceli-Calatayud sociedad concesionaria del Estado, S.A.) y Calatayud-Alfajarín (Agrupación de Empresas Grupo Ferrovial S. A, Grupisa Infraestructuras S.A., Ferrovial Agromán S.A.). Aparte de la autopista M-50, o la M-45 son escasas las autopistas con el sistema de peaje en la sombra. 
Las vías con contrato de concesión en sombra, no llevan la "P", siendo exclusiva del peaje in situ.